# SAPI
En PHP, SAPI, acrònim d'interfície de programació d'aplicació de servidor, són interfícies de mòdul directes per aplicacions de servidor de web com el servidor HTTP Apache, Microsoft IIS, o iPlanet. Microsoft també utilitza el terme ISAPI. Per a molts servidors, PHP té una interfície de mòdul directa anomenada SAPI. Està en forma d'un arxiu de DLL; per exemple, per a l'Apache 2.0, s'anomena php5apache2.dll. El DLL és un mòdul que proporciona una interfície entre PHP i el servidor de web, el qual s'escriu en un formulari que el servidor entengui. Per a més confusió, Microsoft també utilitza aquest acrònim per a l'API de Parla.